# خوان (شهر)
خَوَّان أو خُوَّان اسم شهر ربيع الأول في الجاهلية، وهو الشهر الثالث من شهور السنة في الجاهلية.
أَنشد ابن الأعرابي: